# John Christensen
John Hansen Christensen (* 29. April 1948 in Christchurch) ist ein ehemaliger neuseeländischer Hockeyspieler.
Mit der Neuseeländischen Nationalmannschaft nahm er dreimal an Olympischen Spielen (1968, 1972, 1976) teil. In Montreal 1976 wurde Christensen Olympiasieger.